# 大分流

麥迪遜對1500年至1950年間選定的歐洲和亞洲國家以1990年國際美元購買力平價計算的人均GDP的估計顯示了19世紀西歐和日本的爆炸性增長.

大分流（英語：Great Divergence）是芝加哥大学历史系教授彭慕兰提出的一个历史学名词，指的是西方世界在19世纪克服了增长限制，超越了以前占主導地位或類似的中東和亞洲文明，如清朝(中国)、莫卧儿帝国(印度)、奥斯曼帝国(土耳其)、萨非王朝(伊朗)、和江户幕府(日本)等东方国家的一段历史时期。
关于大分流发生的原因，学者们提出了各种各样的理论，涉及因素包括地理、文化、制度、殖民主义、侵略、资源、以及“历史的偶然”等。 许多学者认为，大分流发生的时间是18世纪英国的工业革命时期，但也有学者认为可以追溯到更早以前，例如发生商业革命，导致重商主义和资本主义的兴起的文艺复兴和地理大发现时期、或者欧洲殖民帝国兴起的前全球化与科学革命 时期，或者启蒙时代等。“传统观点”，有时也被认为是相对一致的观点认为， 大分流应该发生在产业革命之前的1750年，此时的欧洲各国超过了中国、日本以及中东。 但“加利福尼亚学派”的“修正主义”观点认为，大分流应该开始于产业革命发生后的1800年左右。 大分流造成的差距在20世纪的第一次世界大战前达到顶峰，并一直保持到20世纪70年代早期，在之后的两个十年间，随着大多数发展中国家的经济增长率显著高于已開發國家，大分流也在80年代末被大融合所取代。
在大分流期间，在铁路、汽船、采矿和农业等领域的技术进步在西方比东方更受欢迎。技术导致农业、贸易、燃料和资源领域的工业化和经济复杂性增加，进一步使东西方分离。西欧在19世纪中期使用煤炭作为木材的能源替代品，使其在现代能源生产中占得重要先机。